# Лядов, Иван Михайлович
Иван Михайлович Лядов (29.04.1917, Тамбовская область — 15.02.2001, Москва) — советский военнослужащий, участник Великой Отечественной войны, командир отделения разведки 3-го дивизиона, сержант. Полный кавалер ордена Славы.

## Биография
Родился 16 апреля 1917 года в селе Питим Борисоглебского уезда Тамбовской губернии (ныне Пичаевского района Тамбовской области. Окончил школу ФЗУ. Работал токарем в Москве.
В армии с 1939 года. Служил в артиллерии. Участник Великой Отечественной войны с июня 1941 года в составе 411-го отдельного зенитно-артиллерийского дивизиона. В составе расчёта подбил в небе Украины несколько вражеских самолётов. С боями зенитчики отходили на восток, дважды — под Житомиром и Киевом — вели бои в окружении. Под Сталинградом воевал наводчиком противотанкового орудия, был тяжело ранен.
Вернулся на фронт во время боёв на Курской дуге и попал в 86-ю тяжёлую гаубичную артиллерийскую бригаду, где был назначен разведчиком-наблюдателем 3-го дивизиона. В составе бригады принимал участие в битве на Днепре, в освобождении Белоруссии, Польши, форсировании Одера и штурме Берлина.
В августе 1944 года в бою за станцию Тлущ, находясь на наблюдательном пункте, обнаружил миномётную батарею и 2 пулемётные точки противника, которые затем были подавлены огнём батареи. Вынес в тыл раненого командира батареи, затем быстро вернулся на наблюдательный пункт. 31 августа 1944 года награждён орденом Славы 3-й степени.
В сентябре 1944 года в боях у населённого пункта Воля Раштовска, находясь в боевых порядках пехоты, обнаружил 2 пулемётные точки, наблюдательный пункт и танк противника, которые по его целеуказаниям были поражены огнём батареи. В этих же боях по его данным были также разбиты наблюдательный пункт и 4 пулемётные точки, подавлена миномётная батарея врага. 13 сентября 1944 года награждён орденом Славы 3-й степени.
В должности командира отделения разведки того же дивизиона 29-30 апреля 1945 года вместе с группой разведчиков находился в боевых порядках наступавшего на рейхстаг 2-го батальона 525-го стрелкового полка 171-й стрелковой дивизии. 30 апреля вместе с пехотинцами ворвался в здание рейхстага, поднялся на второй этаж и в проломе стены водрузил над рейхстагом знамя бригады. 8 июня 1945 года награждён орденом Славы 2-й степени.
Указом Президиума Верховного Совета СССР от 24 декабря 1959 года Лядов Иван Михайлович перенаграждён орденом Славы 1-й степени.
В 1946 году старшина И. М. Лядов демобилизован. Жил в Москве. Работал токарем на заводе и в Научно-исследовательском институте автомобилестроения. Умер 15 февраля 2001 года. Похоронен на Перепечинском кладбище в Москве.

## Награды
Награждён  орденом Красного Знамени, двумя орденами Отечественной войны 1-й степени, орденами  Славы 3-х степеней, орденом Трудовой Славы 3-й степени, медалями.

Наградные листы Лядова Ивана Михайловича
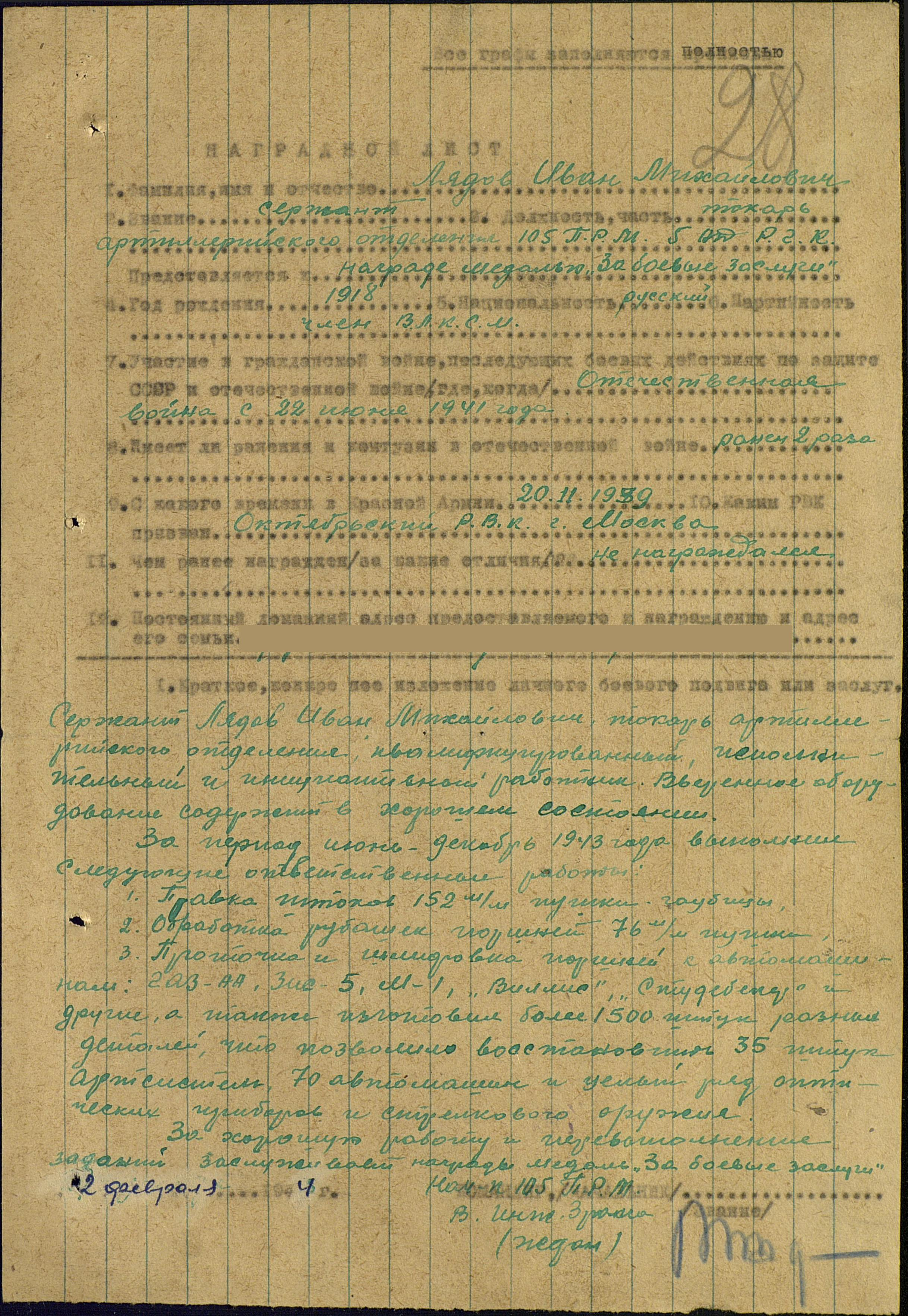
Медаль «За боевые заслуги» 1
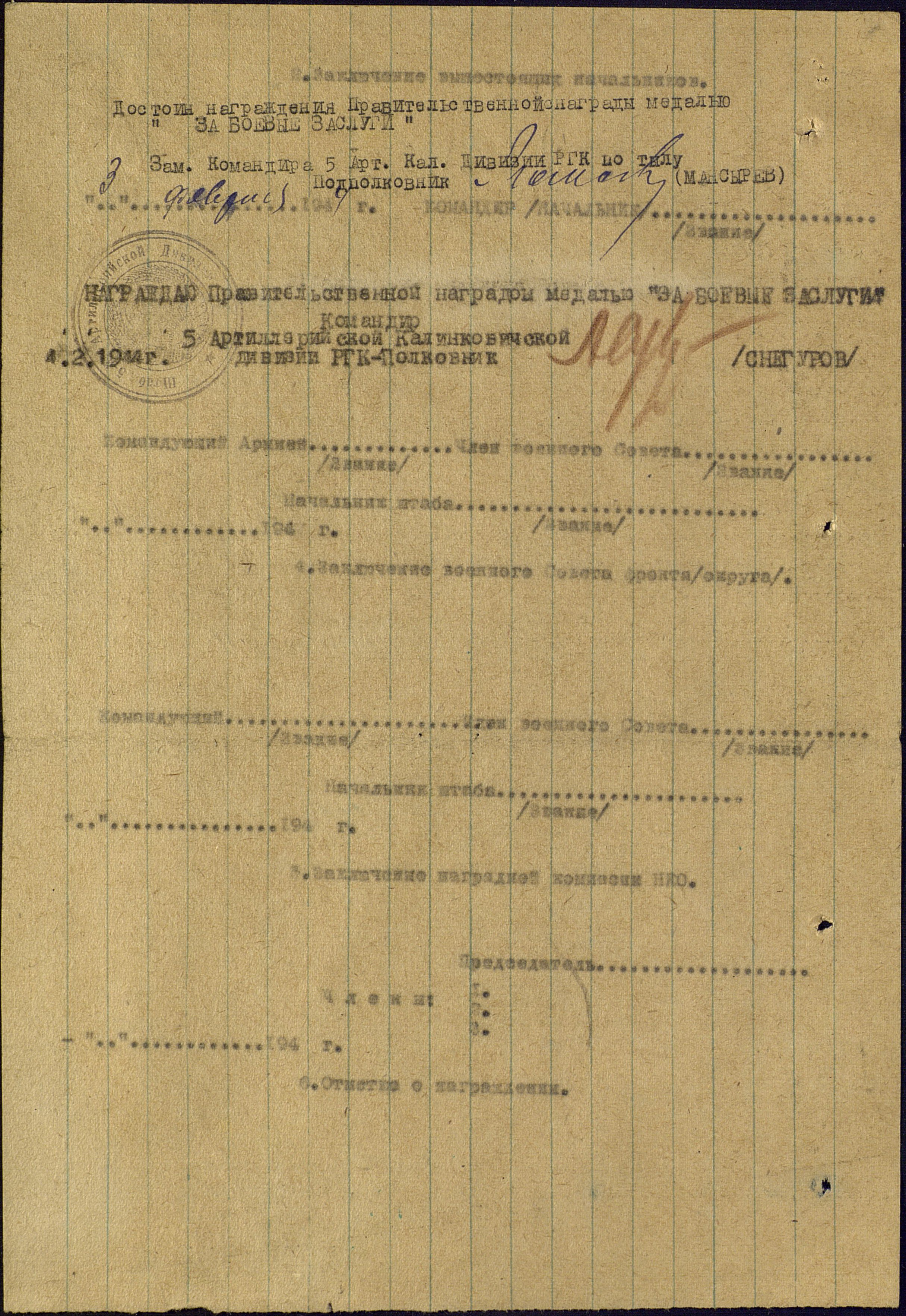
Медаль «За боевые заслуги» 2
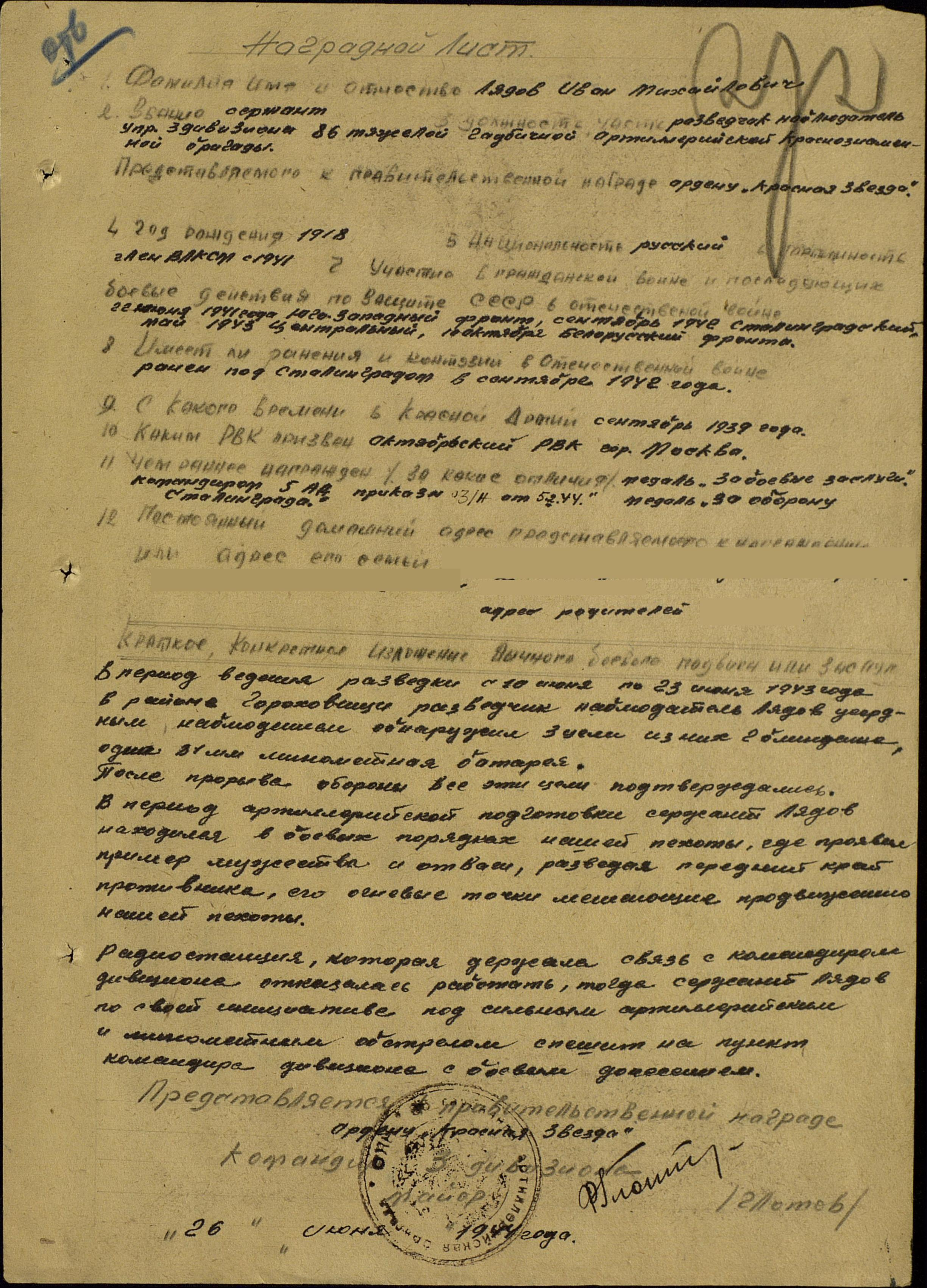
Медаль «За отвагу» 1
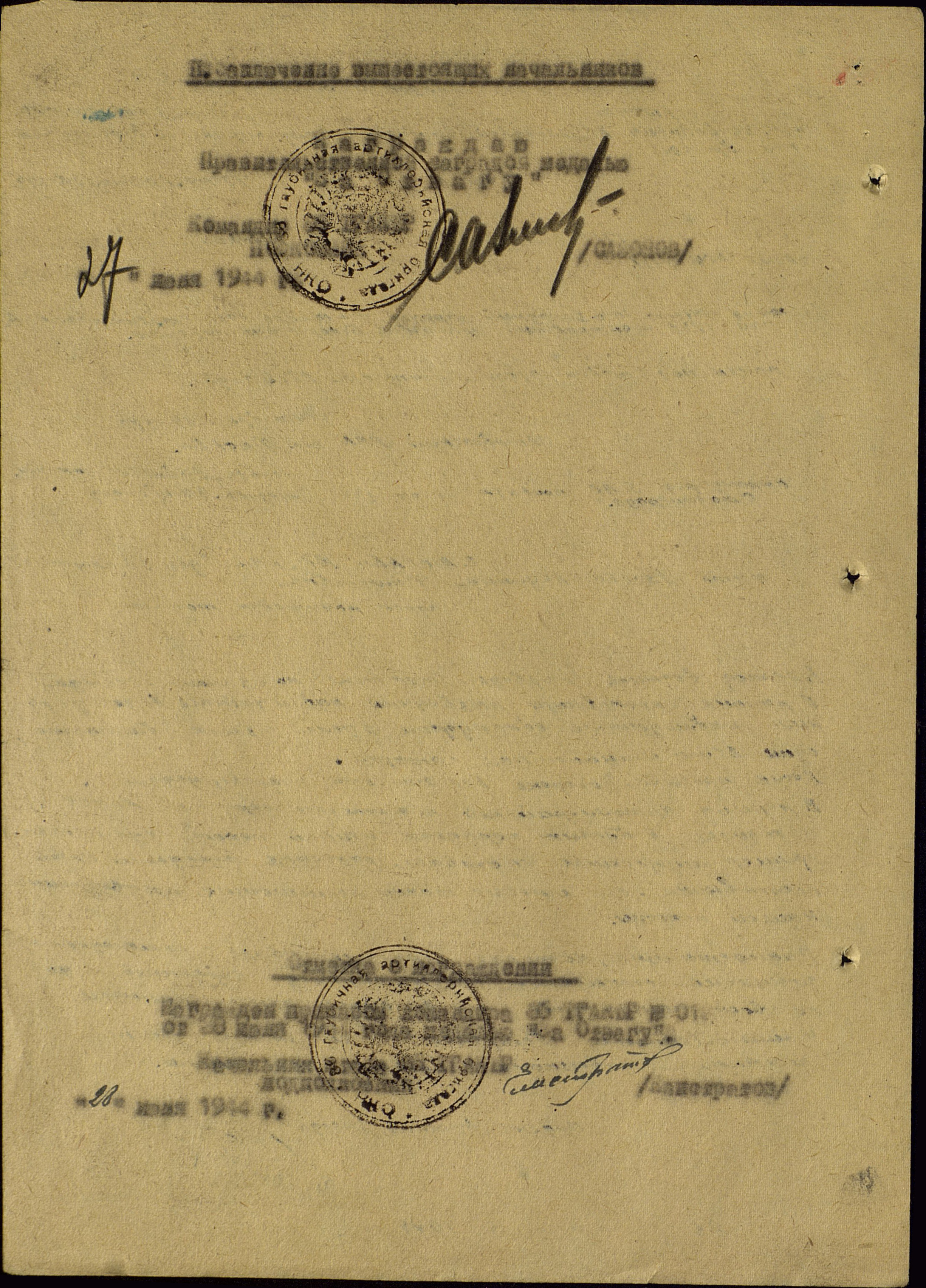
Медаль «За отвагу» 2
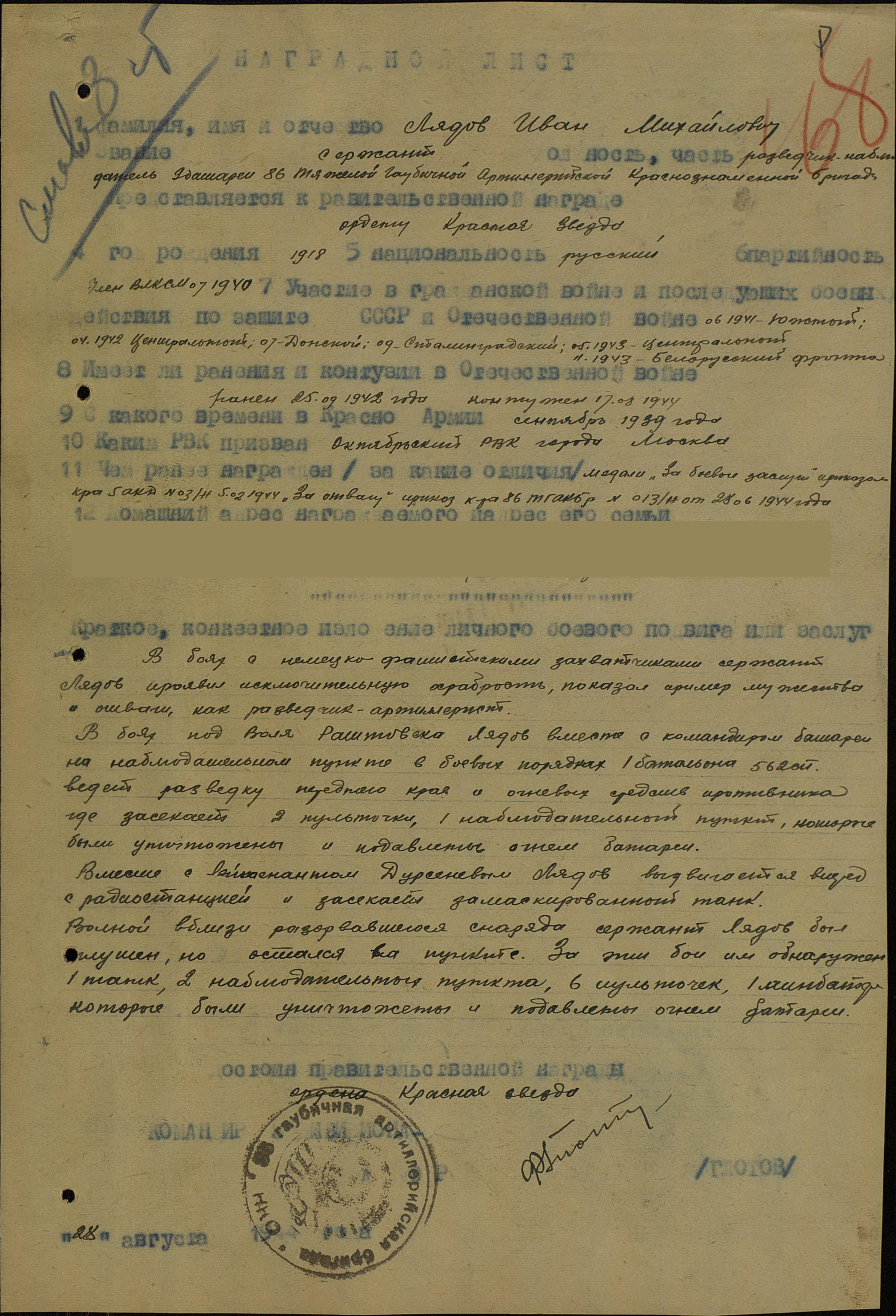
Орден Славы III степени 1
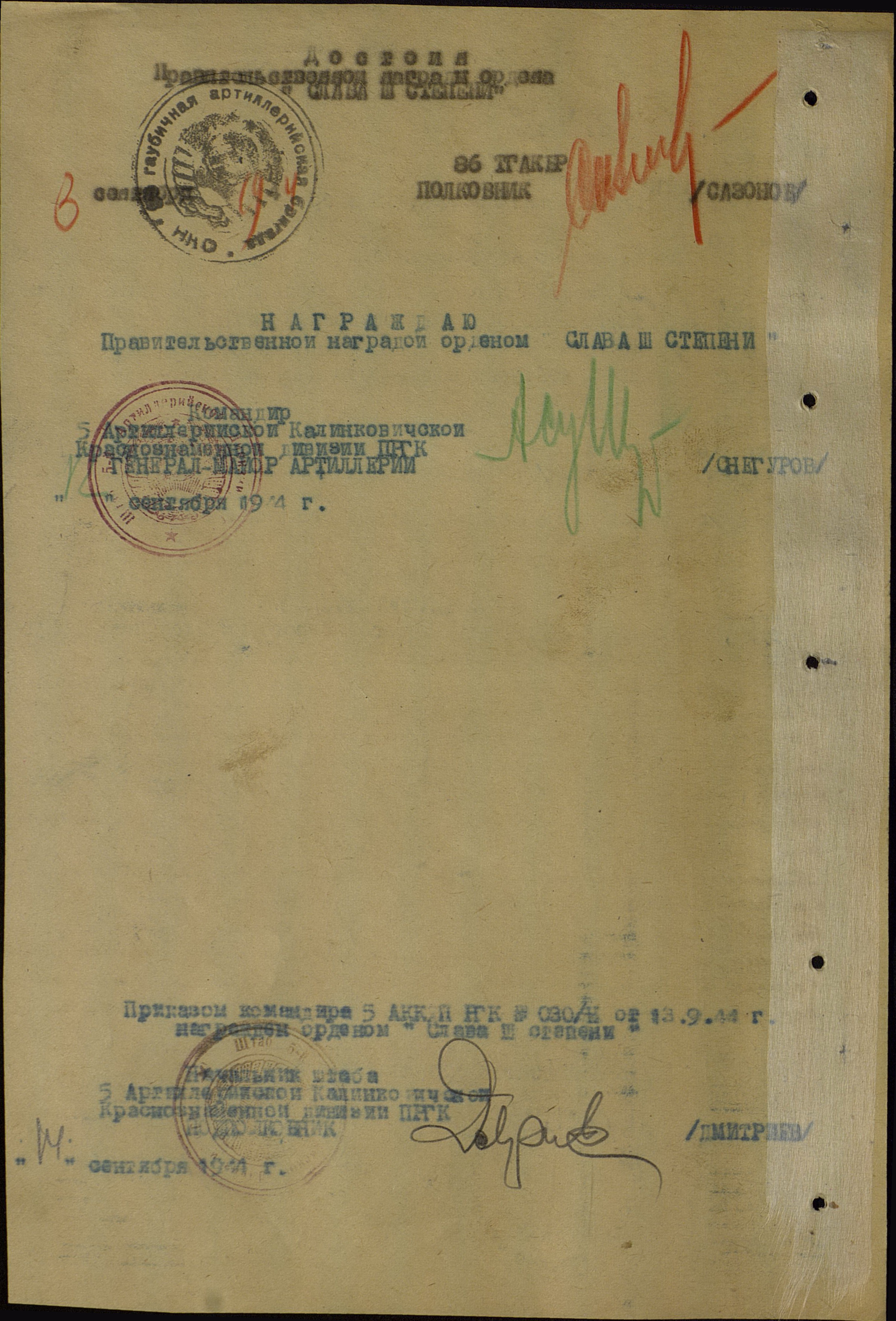
Орден Славы III степени 2
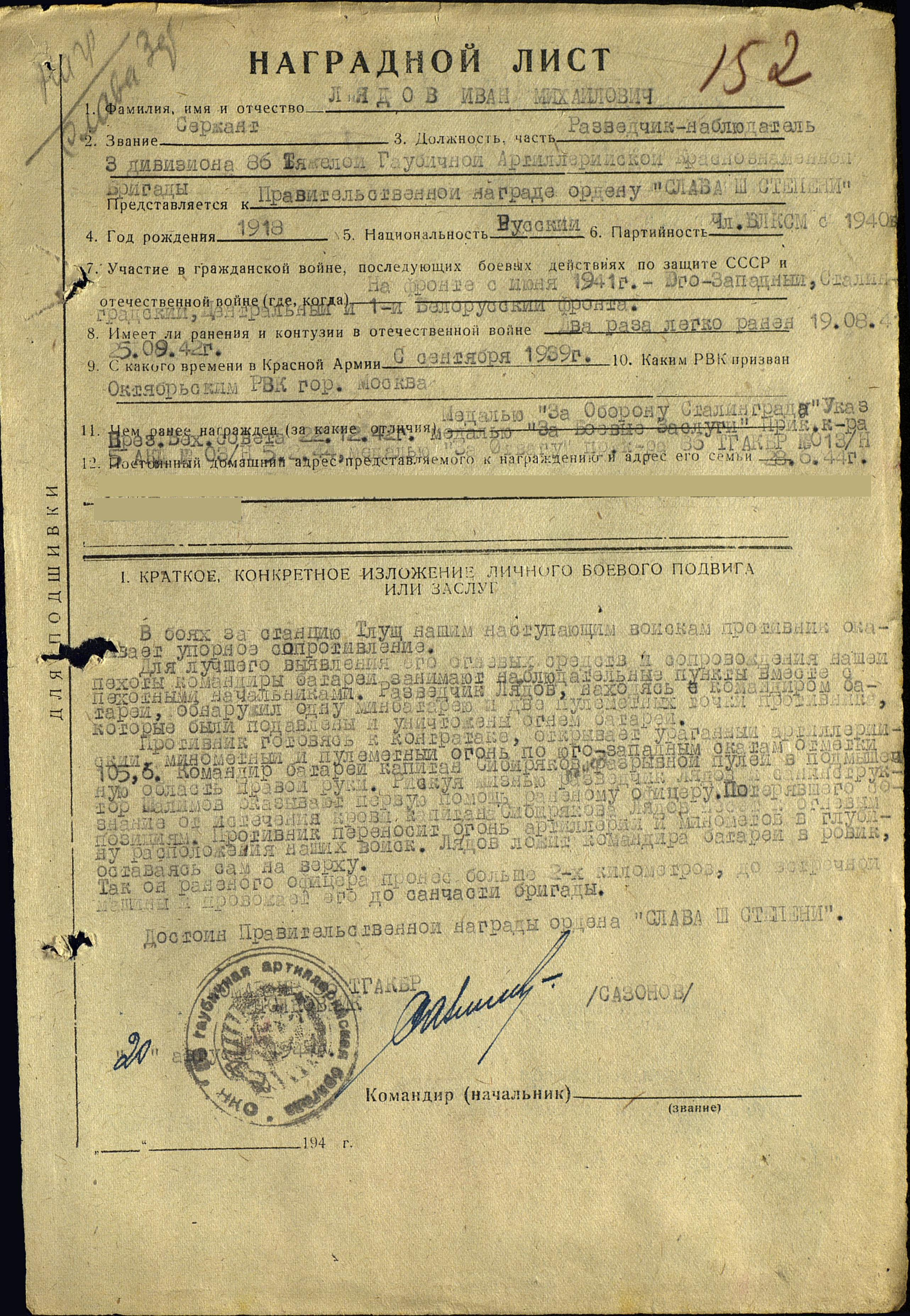
Орден Славы III степени 1
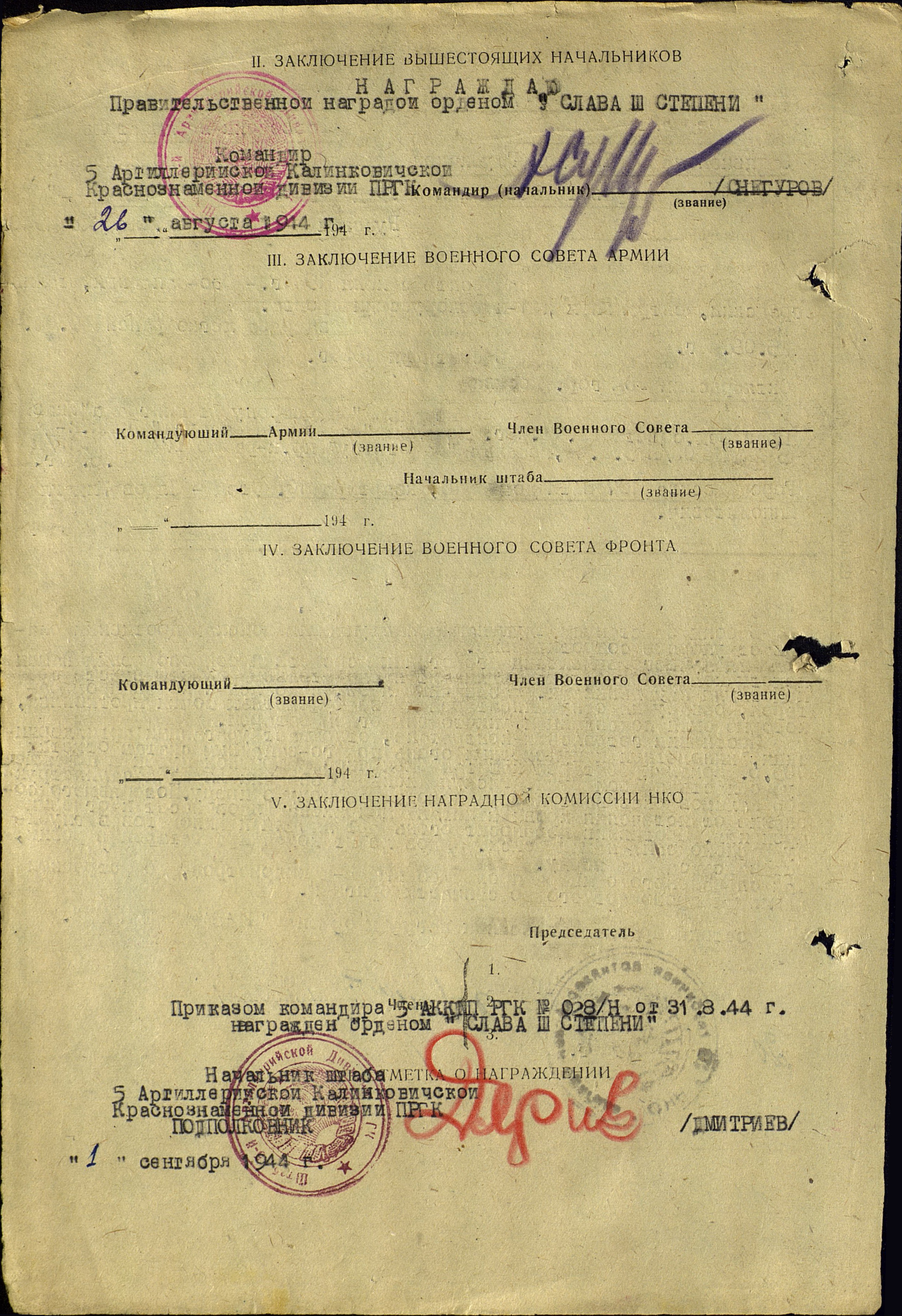
Орден Славы III степени 2
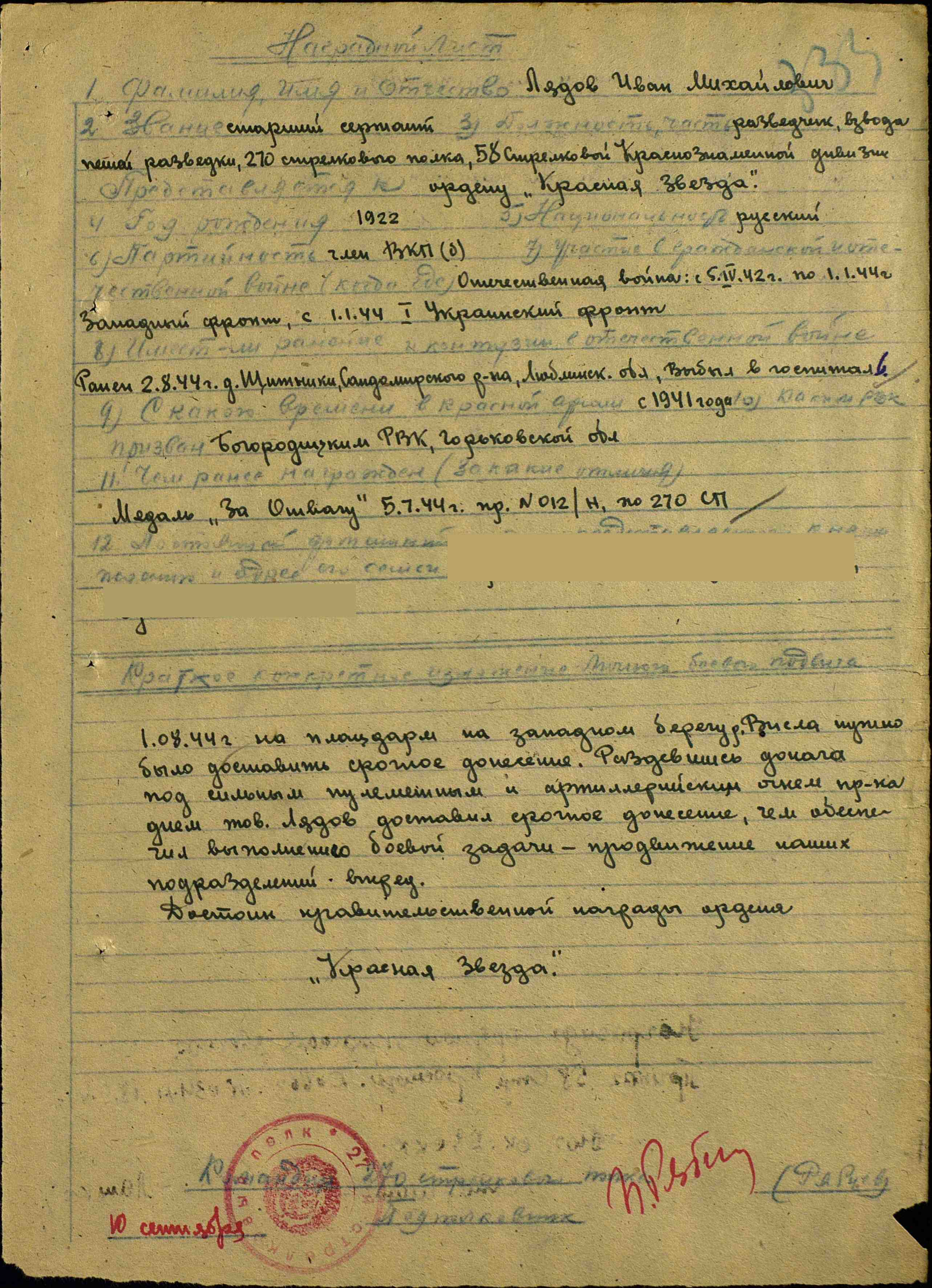
Орден Краная Звезда 1
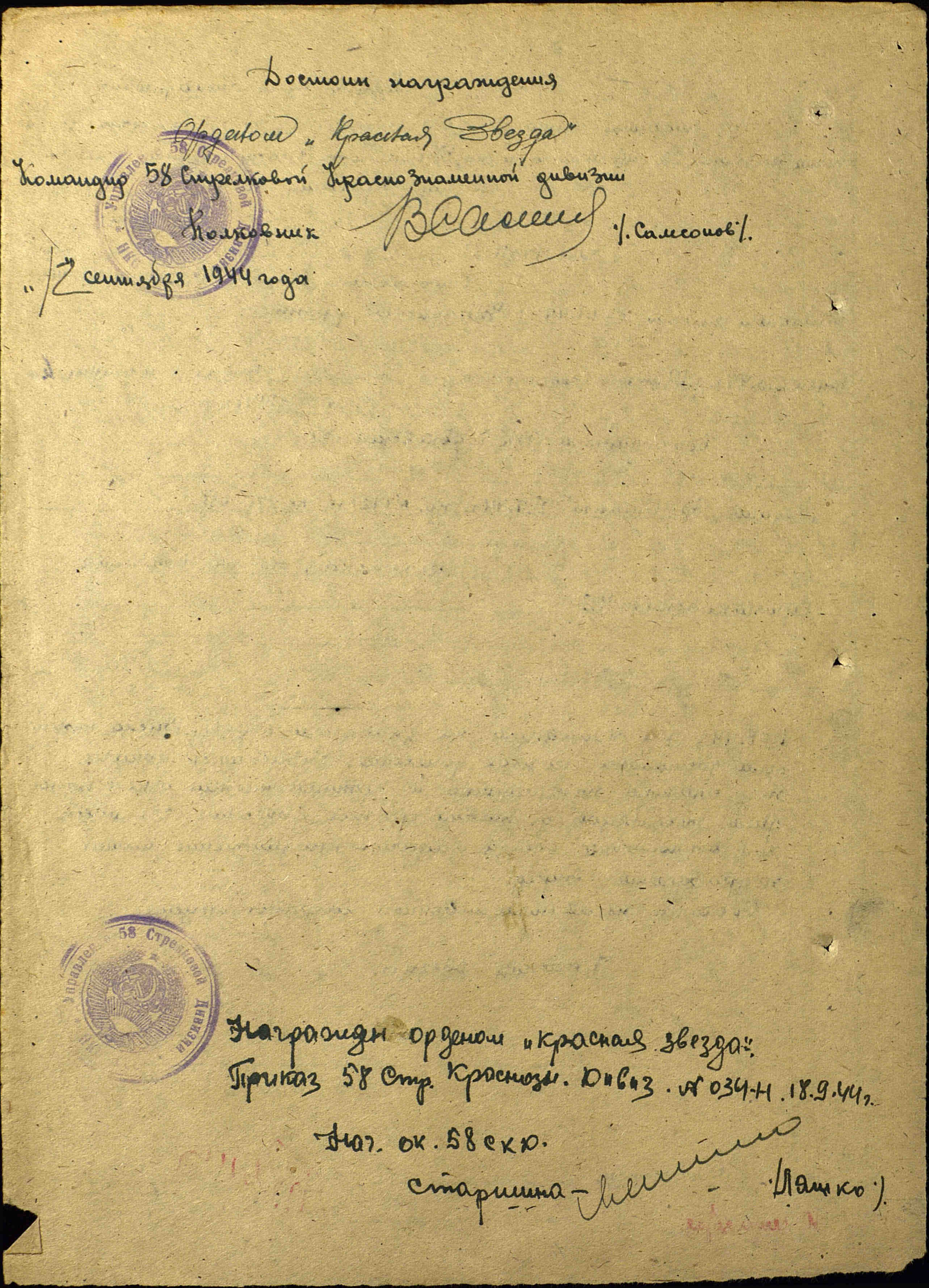
Орден Краная Звезда 2
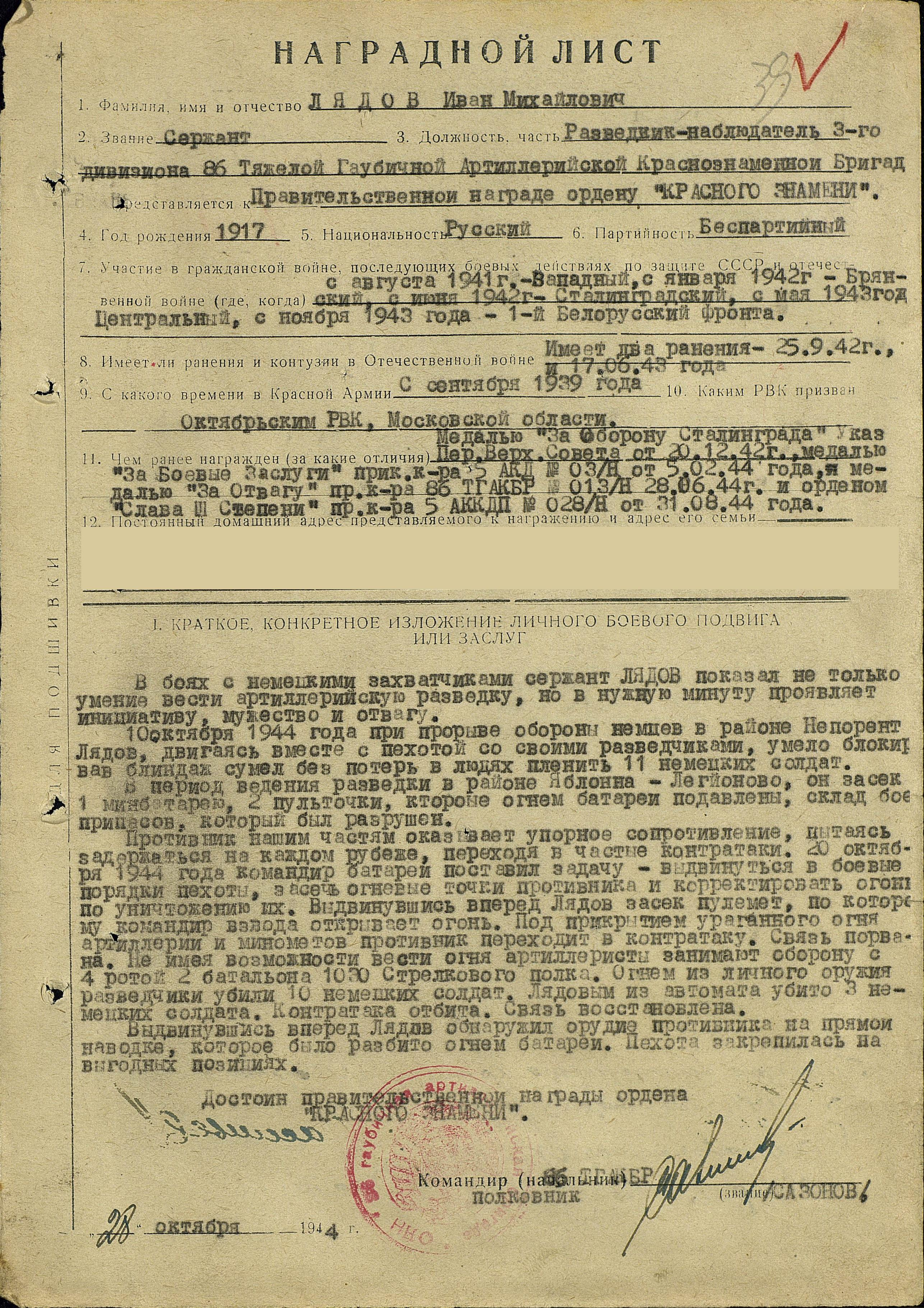
Орден Красного Знамени 1
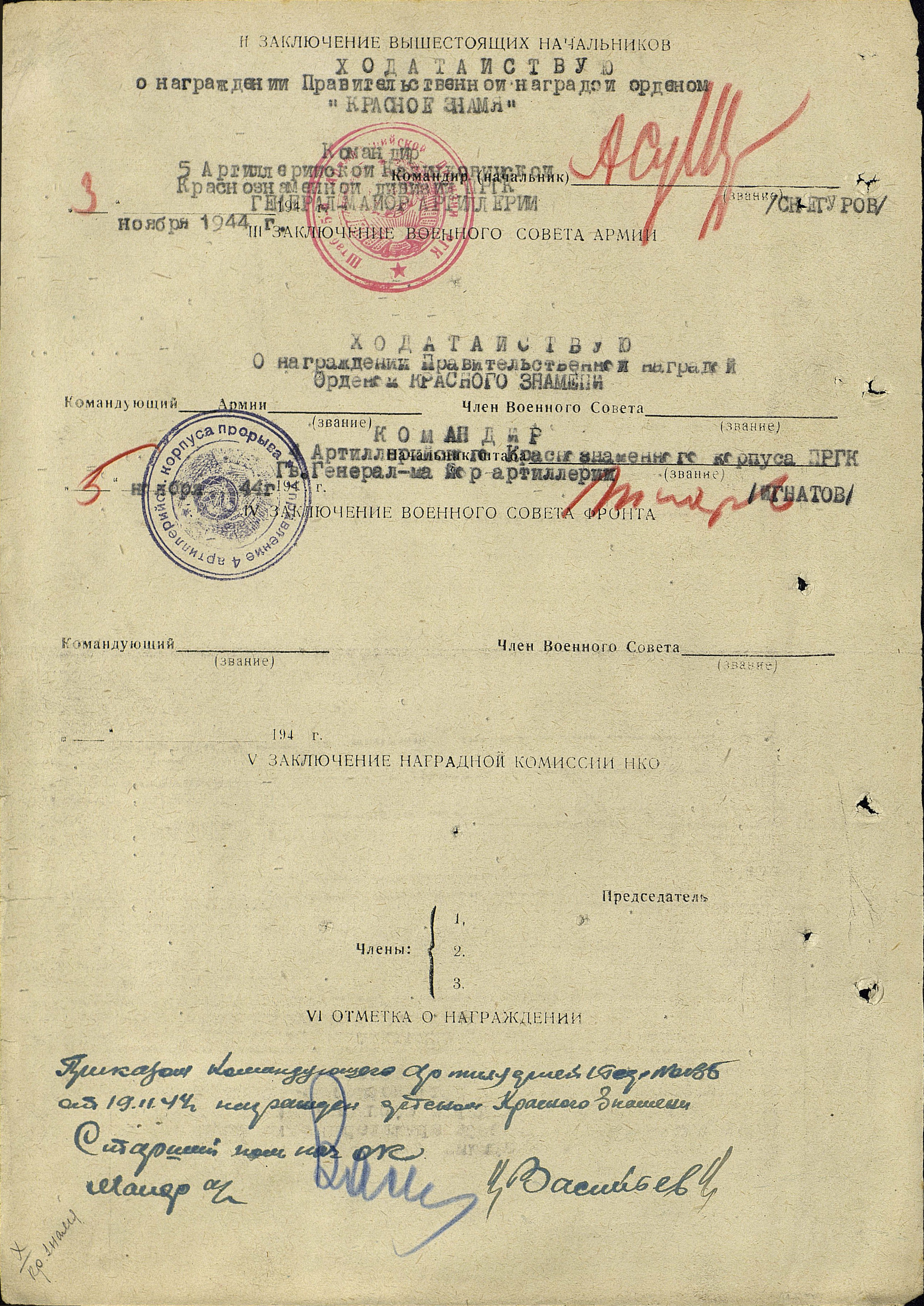
Орден Красного Знамени 2
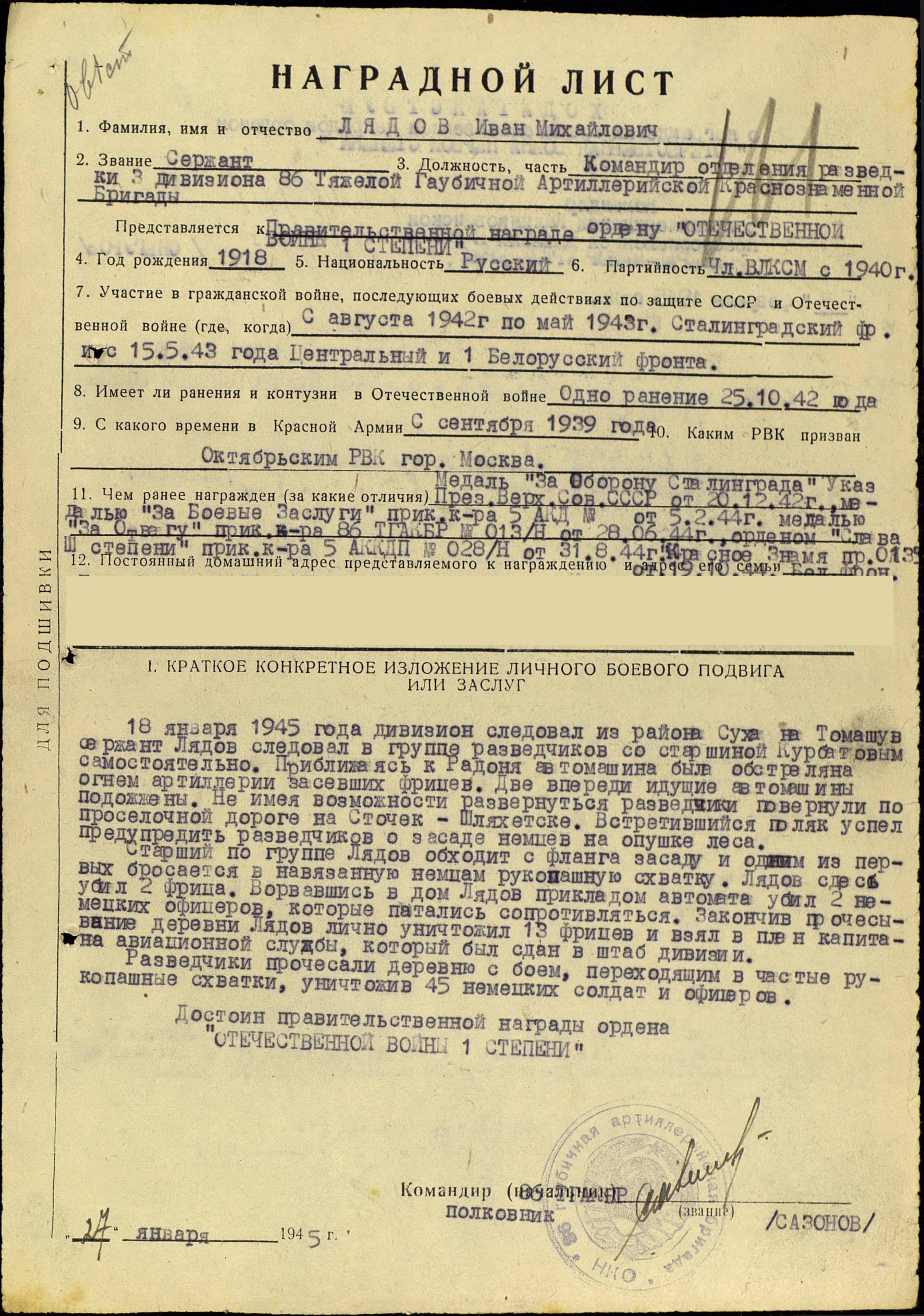
Орден Отечественной войны I степени 1
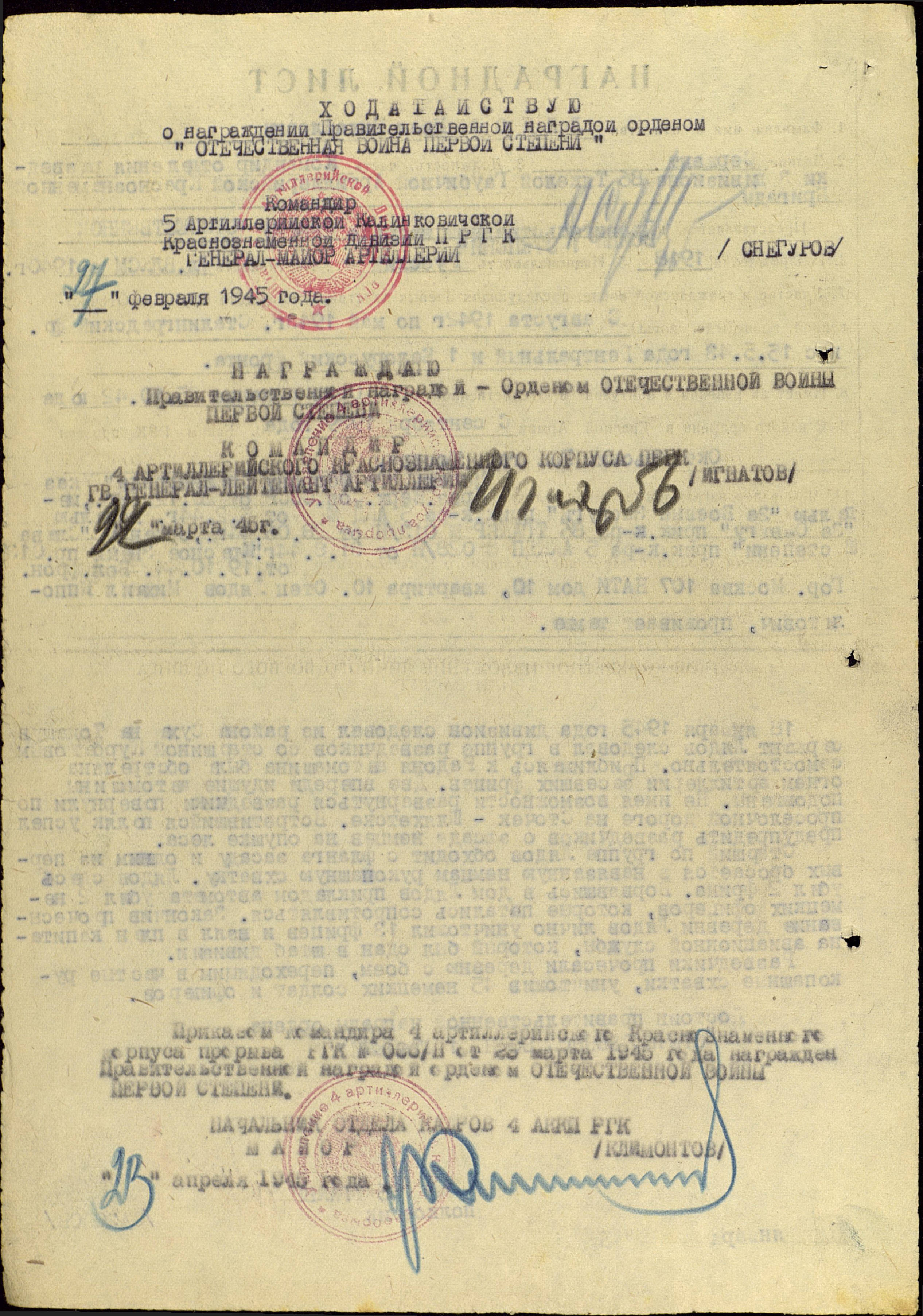
Орден Отечественной войны I степени 2
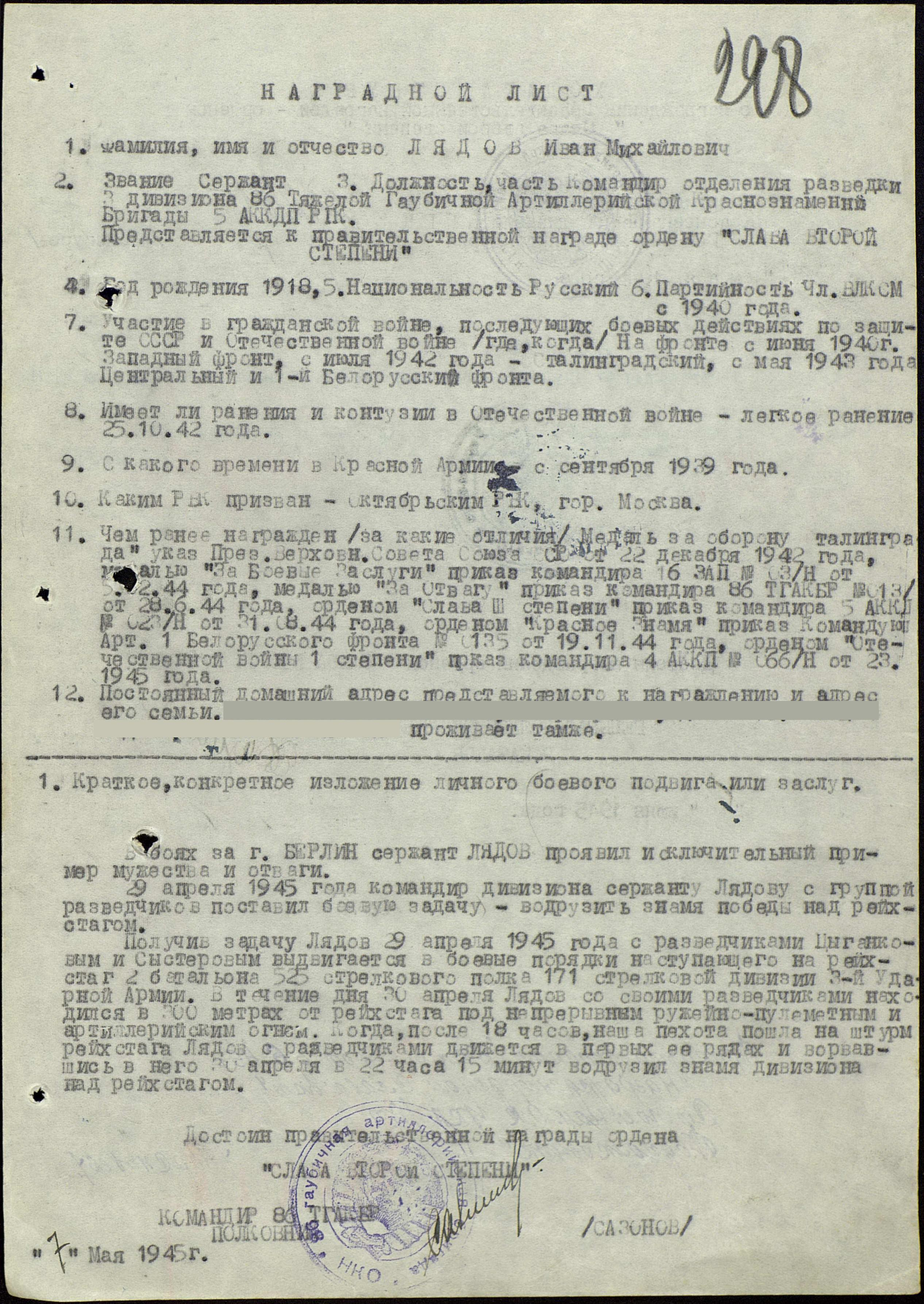
Орден Славы II степени 1
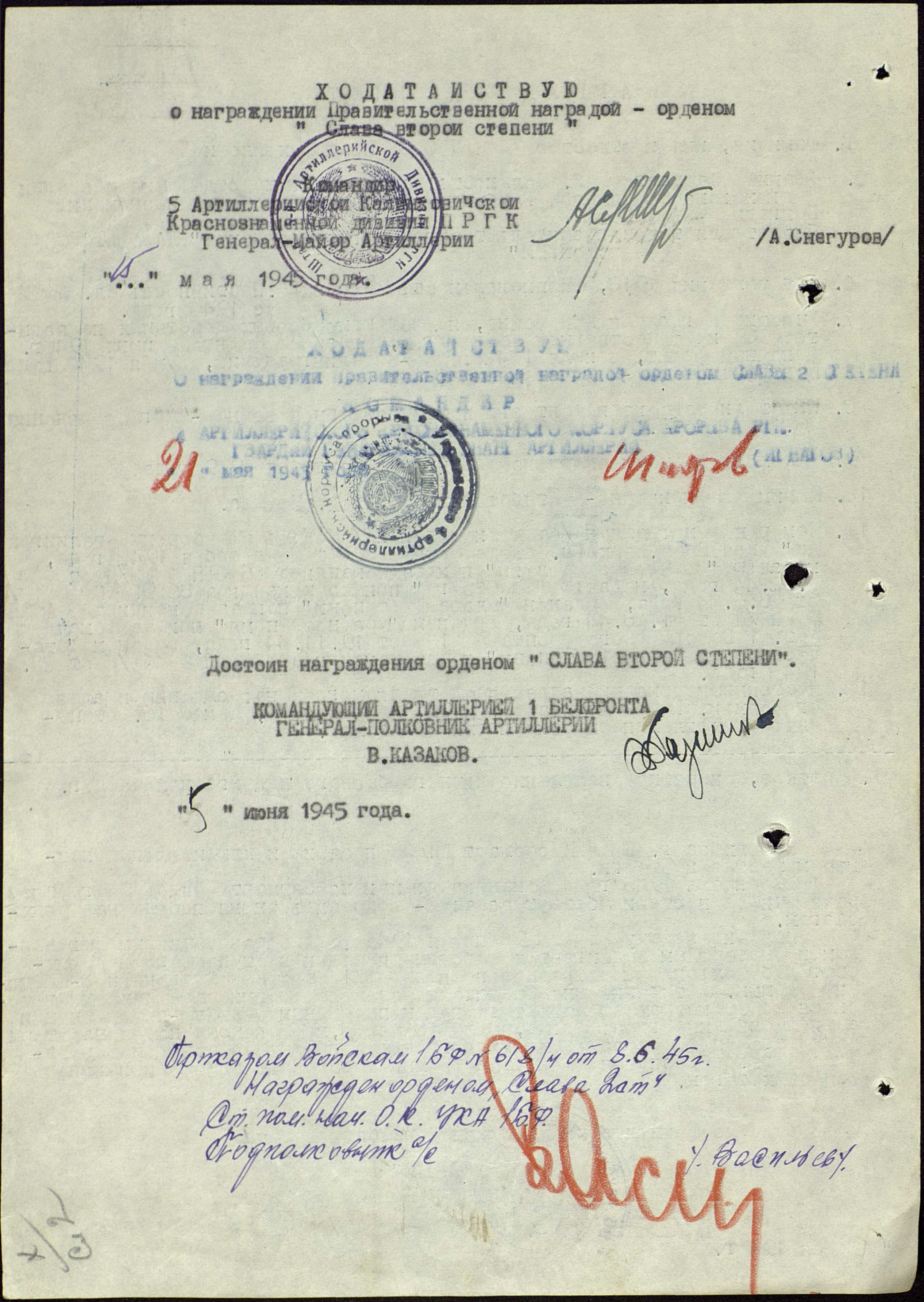
Орден Славы II степени 2